# Astronesthes decoratus
Astronesthes decoratus är en fiskart som beskrevs av Nikolai V. Parin och Borodulina 2002. Astronesthes decoratus ingår i släktet Astronesthes och familjen Stomiidae. Inga underarter finns listade.